# Cell broadcast
Cell broadcast, CB (букв. превод от английски: клетъчно разпръскване/излъчване) е мобилна телефонна услуга за едновременно изпращане на съобщения до множество потребители на мобилни телефони в обхвата на клетка от клетъчна мрежа. Тя е дефинирана от GSM комитета на Европейския институт за стандартизация в далекосъобщенията (ETSI) и 3GPP и е включена в стандартите 2G, 3G, 4G LTE и 5G. Известна е още като услуга SMS-CB или CB SMS.
За разлика от SMS услугата (от точка към точка) Cell Broadcast е услуга от типа „точка към много точки“/"точка към всички".
Услугата cell broadcast не се влияе от трафика; следователно е много полезна по време на природни бедствия, когато пиковете в данните (по социални медии и мобилни приложения), обичайното използване на SMS и гласовите повиквания (започват масови обаждания) са склонни да претоварват значително мобилните мрежи, както показват множество събития. Cell broadcast се използва в повечето от страните по света за изпращане на сигнали за тревога.
В България услугата се използва за изпращане на съобщения в системата BG-ALERT.